# Frank Liehr
Frank M. Liehr (* 1960) ist ein deutscher Unternehmer, Veranstalter sowie ehemaliger Journalist und Moderator.

## Leben
Liehr wuchs in der DDR auf. Nach seinem Schulabschluss absolvierte er eine Ausbildung im Bereich der Elektrotechnik und Elektronik. Er arbeitete später in einem Intershop sowie ab 1986 im Dienstleistungsamt für ausländische Vertretungen, einer Einrichtung, die für Diplomaten beispielsweise Handwerkereinsätze managte.

### Als Journalist und Moderator
Liehr betätigte sich in seiner Freizeit als DJ mit gelegentlichen Moderationsaufgaben. Ende 1989 fiel er dabei einem Redakteur auf, der ihn zu einem Moderatoren-Casting beim Deutschen Fernsehfunk einlud.
Einem breiten Publikum bekannt wurde Liehr ab 1990 durch seine elf Jahre andauernde Moderation der Dating-Show Je t'aime – Wer mit wem?, dessen Format nach der Absetzung des Deutschen Fernsehfunks infolge der Wiedervereinigung vom Mitteldeutschen Rundfunk (MDR) übernommen wurde. Im Dezember 1999 waren 500 Folgen der Show mit Liehr gelaufen, wobei die Sendung zu dieser Zeit bei ihrer abendlichen Ausstrahlung um 19:50 Uhr im Schnitt rund 520.000 Zuschauer hatte.
Liehr moderierte beim MDR auch die Show Weihnachten bei uns und das Nachrichtenmagazin Dabei ab Zwei. Ebenfalls gehörte er ab 1998 zum Moderatorenteam der Nachmittagssendung MDR um 4. Auch moderierte er unabhängig von seiner Tätigkeit beim MDR verschiedene Event-Veranstaltungen.
Im Sommer 2001 wurde Liehr, als freier Mitarbeiter, vom MDR entlassen – sein Vertrag wurde nicht verlängert, nachdem sich bei einer senderinternen Überprüfung herausgestellt hatte, dass er ab 1982 einige Zeit lang zunächst unter dem Decknamen „Heidi“ und später dann als „Axel Heinze“ als Inoffizieller Mitarbeiter für das Ministerium für Staatssicherheit tätig gewesen war. Liehr gestand in einem Interview ein, er sei 1981 im Wehrdienst wegen einer unerlaubten Entfernung vom Dienst für einen Diskothekenbesuch verhört worden, wobei er einer Zusammenarbeit mit der Staatssicherheit unter Strafandrohungen zugestimmt habe. Er sei nur selten für die Staatssicherheit tätig gewesen, die Zusammenarbeit endete bereits um 1985, wegen Perspektivlosigkeit. Die Superillu zitierte im August 2001 aus Liehrs Stasi-Akte, dass er gegenüber der Staatssicherheit angab, „daß er nichts dafür übrig habe, Leute ‚auszuhorchen‘“.

### Als Unternehmer
Liehr war ab 2002 vor allem in der Veranstaltungsbranche tätig und als Medienberater und Gesellschafter beim Deutschen Institut für Kommunikation und Training im Gesundheitswesen und beim Deutschen Institut für Rhetorik tätig. Im November 2013 gründete er zusammen mit Rainer Seiler das gemeinnützige Bildungsunternehmen Pflasterpass mit Sitz in Berlin. Liehr ist Geschäftsführer dieser Organisation, die deutschlandweit Erste-Hilfe-Kurse für Kinder vor allem in Kindertagesstätten und in Grundschulen anbietet.
Im Jahr 2020 äußerte er, „keine öffentliche Person mehr“ zu sein.